# SN 1997eb
SN 1997eb – supernowa typu II odkryta 19 listopada 1997 roku w galaktyce A025300-0336. W momencie odkrycia miała maksymalną jasność 21,00m.